# Río São Lourenço
El río São Lourenço es un río de Brasil, nace en el municipio de Campo Verde, estado de Mato Grosso y desemboca en el río Cuiabá, atravesando el Pantanal. Hace de límite entre los estados de Mato Grosso y Mato Grosso do Sul en casi todo su curso.
- Datos: Q7665603
- Multimedia: Rio São Lourenço (Mato Grosso) / Q7665603